# Chromonephthea intermedia
Chromonephthea intermedia är en korallart som först beskrevs av Thomson och Dean 1931.  Chromonephthea intermedia ingår i släktet Chromonephthea och familjen Nephtheidae. Inga underarter finns listade i Catalogue of Life.